# Yasm
Yasm — ассемблер, являющийся попыткой полностью переписать ассемблер NASM. Лицензируется под лицензией BSD.

## Поддерживаемые архитектуры
- x86
- x86-64

## Формат выходных файлов
Yasm поддерживает следующие форматы выходных файлов:
- Binary — бинарные файлы с любой нужной вам структурой.
- ELF32 и ELF64 — объектные файлы UNIX.
- Mach-O — 32- и 64-битные объектные файлы Mac OS X.
- COFF — объектные файлы для использования с DJGPP, MS COFF для Win32, MS64 COFF для Win64 (с поддержкой SEH).
- RDOFF2

## Формат отладочной информации
- STABS
- DWARF2
- CodeView

## Расшифровка
Название Yasm, особенно в форме акронима, имеет несколько возможных значений, главным образом шуточных:
- Yes, it’s an ASseMbler — Да, это — АССЕМБЛЕР
- Your fAvorite aSseMbler — Ваш любимый ассемблер
- Yet Another aSseMbler — Ещё один ассемблер
- whY An aSseMbler — почему ассемблер?

## Отличия от NASM
Кроме Intel-синтаксиса, применяемого в NASM, Yasm также поддерживает AT&T-синтаксис, распространённый в Unix. Yasm построен «модульно», что позволяет легко добавлять новые формы синтаксиса, препроцессоры и т. п.
Последняя версия Yasm вышла в 2019 году.